# Сан Пјетро Интригоња (Виченца)
Сан Пјетро Интригоња је насеље у Италији у округу Виченца, региону Венето.
Према процени из 2011. у насељу је живело 57 становника. Насеље се налази на надморској висини од 26 м.